# Instituto de Estadística y Cartografía de Andalucía
El Instituto de Estadística y Cartografía de Andalucía (IECA), creado por la Ley 4/1989, de 12 de diciembre, modificada por la Ley 4/2011, de 6 de junio, es una agencia administrativa con personalidad jurídica pública diferenciada, plena capacidad jurídica y de obrar, patrimonio y tesorería propios, así como con autonomía de gestión para el cumplimiento de sus fines; según
el Decreto 372/2009, de 17 de noviembre.
Es el organismo público responsable de:
- Coordinar la actividad estadística y cartográfica de los órganos y entidades del Sistema Estadístico y Cartográfico de Andalucía.

- Difundir los resultados estadísticos y cartográficos producidos por el propio Instituto.

- Leer más funciones atribuidas según la Ley 4/1989, de 12 de diciembre[2]

## Historia
El desarrollo del Estatuto de Autonomía de Andalucía propició la creación en el año 1990 del Instituto de Estadística de Andalucía como un organismo autónomo para la coordinación y producción de la estadística oficial. En el año 1993 se creó el Instituto de Cartografía de Andalucía, asignándosele las funciones de programación y elaboración de la cartografía básica y derivada, así como la coordinación y normalización de la cartografía temática y de las bases de datos geográficos.
El Instituto de Estadística de Andalucía desarrolló en Andalucía un Sistema Estadístico oficial de carácter descentralizado, definido en la Ley 4/1989, de 12 de diciembre, de estadística de la Comunidad Autónoma de Andalucía, compuesto por el Instituto de Estadística de Andalucía, la Comisión Interdepartamental de Estadística, las Comisiones Estadísticas de las consejerías, la Comisión Técnica Estadística, el Consejo Andaluz de Estadística y las distintas Unidades Estadísticas de las consejerías y, en su caso, de las agencias administrativas y demás entidades públicas adscritas a las mismas y los puntos de información estadística de Andalucía.
Por su parte, el artículo 6.2 del Decreto 141/2006, de 18 de julio, por el que se ordena la actividad cartográfica en la comunidad autónoma de Andalucía, estableció un modelo de organización muy similar para el Sistema Cartográfico de Andalucía compuesto por: el Instituto de Cartografía de Andalucía y las Unidades Cartográficas y de producción cartográfica que existan en la Administración de la Junta de Andalucía, así como por el Consejo de Cartografía de Andalucía y la Comisión de Cartografía de Andalucía.
La actividad desarrollada y la experiencia acumulada han permitido la consolidación de los Sistemas Estadístico y Cartográfico, cuyos principales dinamizadores, coordinadores e impulsores han sido los respectivos Institutos. Además de disponer de una organización similar, ambos sistemas han llevado a cabo en los últimos años distintas líneas de aproximación, en consonancia con la progresiva confluencia antes señalada, alcanzándose hoy día un notable nivel de concordancia que ha hecho posible la integración de ambos institutos en el Instituto de Estadística y Cartografía de Andalucía.

## Planificación estadística y cartográfica en Andalucía
El vigente Plan Estadístico y Cartográfico de Andalucía 2013-2020  es el instrumento de ordenación y planificación de la actividad estadística y cartográfica de la comunidad autónoma para sus propios fines, y tiene los siguientes objetivos generales:
1. Producir la información estadística y cartográfica de calidad requerida para la ejecución y el seguimiento de las políticas europeas, nacionales y autonómicas en el ámbito de competencia de la Junta de Andalucía.
2. Producir y difundir los datos estadísticos y cartográficos como información útil y reutilizable para la toma de decisiones participativas por la sociedad andaluza.
3. Aprovechar el potencial que genera la integración de la información estadística y cartográfica para contribuir al desarrollo de la sociedad del conocimiento.
4. Dotar a la ciudadanía de la información suficiente y objetiva que permita la evaluación de las políticas ejecutadas por la Junta de Andalucía y sus entes instrumentales

## Productos estadísticos y cartográficos
El Instituto de Estadística y Cartografía de Andalucía produce y difunde una amplia variedad de productos estadísticos y cartográficos fomentando un tratamiento conjunto e integrado de ambos tipos de información, es decir, interrelacionando la de carácter estadístico con la de naturaleza cartográfica.

### Productos estadísticos
Los  productos estadísticos se difunden atendiendo a su temática: Comercio y servicios; Condiciones de vida, consumo y bienestar social; Cuentas económicas; Educación; EmpresasAdministración y servicios públicos; I+D+I y sociedad de la información; Industria; Medio ambiente y territorio; Mercado de trabajo; Participación y usos del tiempo; Población; Salud; Turismo; Vivienda, urbanismo y construcción.

### Productos cartográficos
El Instituto de Estadística y Cartografía de Andalucía ofrece la información cartográfica topográfica básica de referencia, que es imprescindible para que cualquier administración pueda ejercer correctamente sus competencias.
Entre los productos cartográficos que publica el IECA se encuentran: Base Cartográfica de Andalucía 1:10.000; Mapa Topográfico Vectorial de Andalucía 1:10.000; Modelo Digital del Terreno; Delimitaciones territoriales; Ortofotografías
Callejero Digital de Andalucía Unificado (CDAU); Datos Espaciales de Referencia de Andalucía; Cartografía Topográfica de Detalle; Cartografía Derivada; Cartografía Urbana; Fotografías Aéreas; Cartografía Histórica; Toponimia-Nomenclátor; Inventario Toponímico de Asentamientos de la Comunidad de Andalucía (ITACA); Red Andaluza de Posicionamiento; Cartografía de Andalucía para Móviles; Infraestructura de Datos Espaciales de Andalucía (IDEAndalucía); Line@: Portal de Descarga de Mapas, Ortofotos y MDT

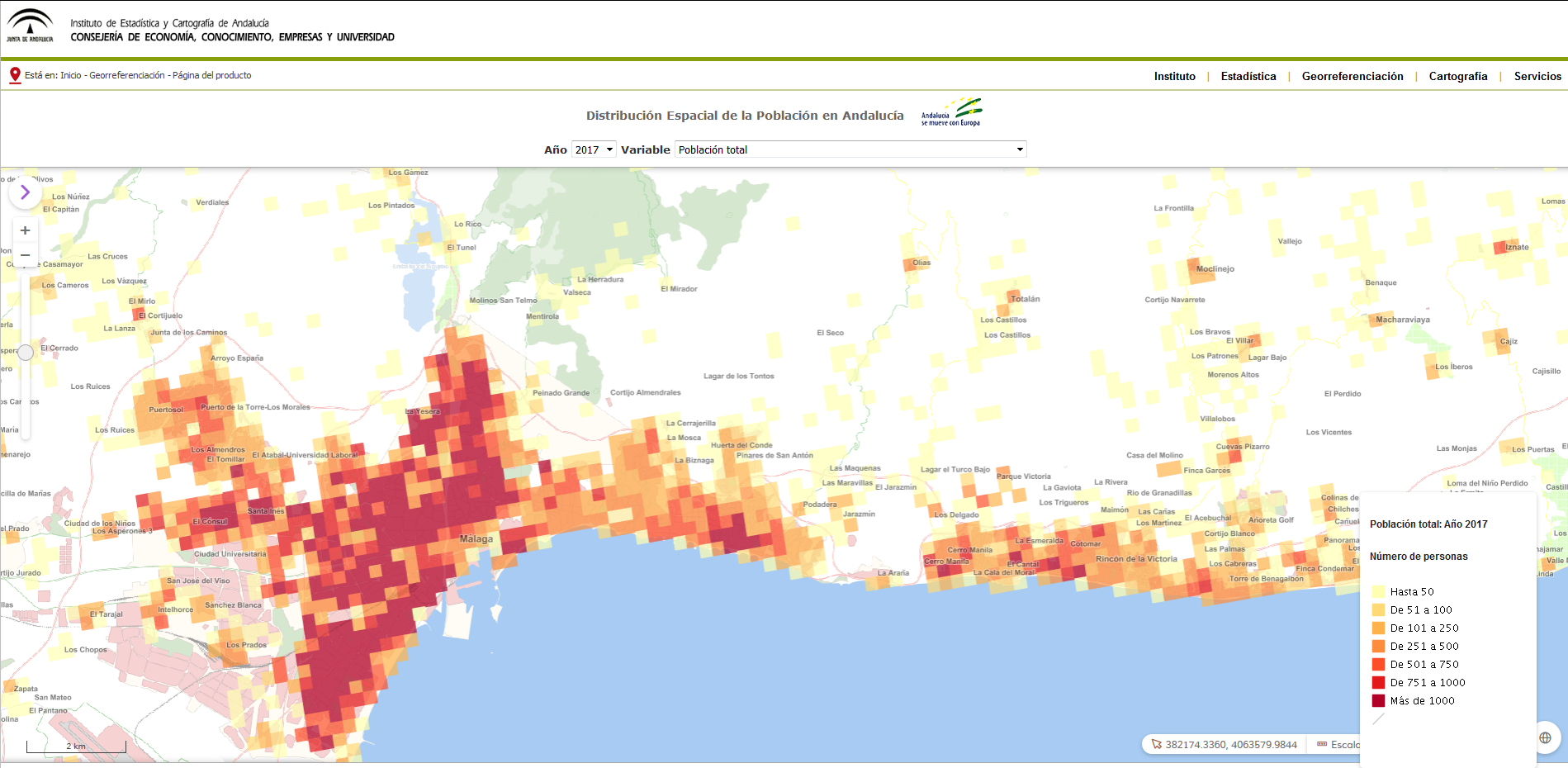
Distribución espacial de la población en Andalucía

### Información estadística georreferenciada
El IECA desarrolla una línea de producción de información que aprovecha el potencial de la integración de la estadística y la cartografía, facilitando los resultados a través de visualizadores cartográficos o como servicios interoperables de visualización (WMS) y descarga (WFS). De este modo, a través del apartado Web Georreferenciación, se publica información relativa a la Geolocalización de Establecimientos de 50 o más Asalariados (Directorio de Empresas y Establecimientos), Inventario de Sedes y Equipamientos de la Junta de Andalucía, Geolocalización de Empresas Públicas Locales.
Además, en el marco de la generación de información distribuida en el territorio en una cuadrícula o malla estadística generada, siguiendo los estándares europeos para la armonización de mallas estadísticas, e integrada en la malla estadística de 1 km x 1 km establecida por Eurostat, se publica la Distribución Espacial de la Población en Andalucía atendiendo a diversa información sociodemográfica como la población, afiliación a la Seguridad Social, pensiones contributivas y demandantes de empleo, Razón de Mortalidad e Indicadores de Fecundidad. También en celdas de malla estadística se publica la clasificación del grado de urbanización que busca caracterizar la intensidad del asentamiento donde reside población.

### Productos de síntesis
El IECA elabora productos de síntesis que reflejan la realidad andaluza a través de información acerca de todas aquellas variables relevantes referidas a Andalucía que permiten analizar la coyuntura regional y su comparación a nivel nacional, además de permitir en muchos casos una desagregación provincial y municipal.
|                                                      |                                                    |                                  |                                       |
| ---------------------------------------------------- | -------------------------------------------------- | -------------------------------- | ------------------------------------- |
| Sistema de Información Multiterritorial de Andalucía | Sistema de Información GeoEstadística de Andalucía | Anuario Estadístico de Andalucía | Indicadores Estadísticos de Andalucía |

### Sistemas de indicadores
La información estadística y cartográfica es una herramienta fundamental para disponer de los datos necesarios para llevar a cabo la planificación y el seguimiento de las políticas europeas, nacionales y autonómicas en el ámbito de competencia de la Junta de Andalucía. En este enlace puedes acceder a los Sistemas de Indicadores que se ofrecen.
El Inventario de Indicadores facilita la búsqueda de indicadores para el seguimiento y la evaluación de las políticas autonómicas, nacionales y europeas en el ámbito de competencia de la Junta de Andalucía.